# Museu de Ciências Nucleares
O Museu de Ciências Nucleares é um museu brasileiro localizado no Recife, capital de Pernambuco. Destaca-se por ser o primeiro e único museu no Brasil totalmente voltado à pesquisa, conservação e exposição de objetos e coleções relacionados à evolução da tecnologia nuclear no Brasil e no mundo.  O museu tem como missão promover a curiosidade e a compreensão pública sobre as aplicações pacíficas das ciências nucleares.

## Histórico
O Museu de Ciências Nucleares da Universidade Federal de Pernambuco é uma iniciativa do Grupo de Dosimetria e Instrumentação Nuclear (GDOIN) do Departamento de Energia Nuclear (DEN) da UFPE. Os pesquisadores do GDOIN desenvolvem atividades relacionadas com a formação de recursos humanos em nível de graduação e de pós-graduação, além de desenvolverem pesquisas nas áreas de controle de qualidade em radiodiagnóstico e medicina nuclear, na área de ensaios não destrutivos e na área de dosímetros semicondutores. O Laboratório de Metrologia das Radiações Ionizantes LMRI-DEN/UFPE presta serviços à comunidade desde 1997 no setor de calibração de monitores de radioproteção. 
O Museu de Ciências Nucleares foi inaugurado em 20 de maio de 2010 em Recife, Pernambuco, com o intuito de preservar, pesquisar e comunicar objetos e coleções referentes à energia nuclear e a sua história. O museu consta no guia de museus brasileiros elaborado pelo Instituto Brasileiro de Museus (Ibram/Ministério da Cultura). Trata-se do primeiro e único museu no Brasil totalmente dedicado às ciências nucleares. 

## Programas educativos
Ciências nucleares não são abordadas em profundidade nas escolas e ainda é grande a desinformação dentre os membros do público. Sensível ao fato de que a popularização da ciência é uma necessidade e um desafio, o museu tem por objetivo primeiro a comunicação das aplicações pacíficas da tecnologia nuclear, promovendo o interesse do público leigo sobre o tema, desmistificando paradigmas, questionando preconceitos infundados e fomentando a elaboração de um pensamento crítico acerca das problemáticas relativas às ciências nucleares. 
Concebido como um espaço educativo para a disseminação do conhecimento científico, o Museu de Ciências Nucleares é um espaço interativo que tem por objetivo a melhoria e a modernização do ensino de ciências, unindo entretenimento e cultura. O acervo para informação ao público inclui objetos e coleções antigas e novas, painéis, vídeos, fotos e maquetes. O espaço interativo oferece experiências práticas com monitores e atividades multimídia, que permitem ao público visitante aprofundar seu conhecimento e ressignificar o patrimônio apresentado e as informações oferecidas. Além da exposição permanente aberta ao público, o museu oferece ainda exposição itinerante, experimentos interativos, cursos e participação em feiras de ciências e cursos específicos para professores de ciência, abordando os diversos usos e aplicações da energia nuclear, tais como segurança, aplicações para a alimentação e agricultura, aplicações industriais, medicina nuclear e geração de energia. Apesar de sua abertura recente, a iniciativa pioneira do  Museu de Ciências Nucleares já ganha repercussão internacional, em eventos promovidos por redes educativas internacionais e publicações científicas internacionais.

## Galeria de imagens

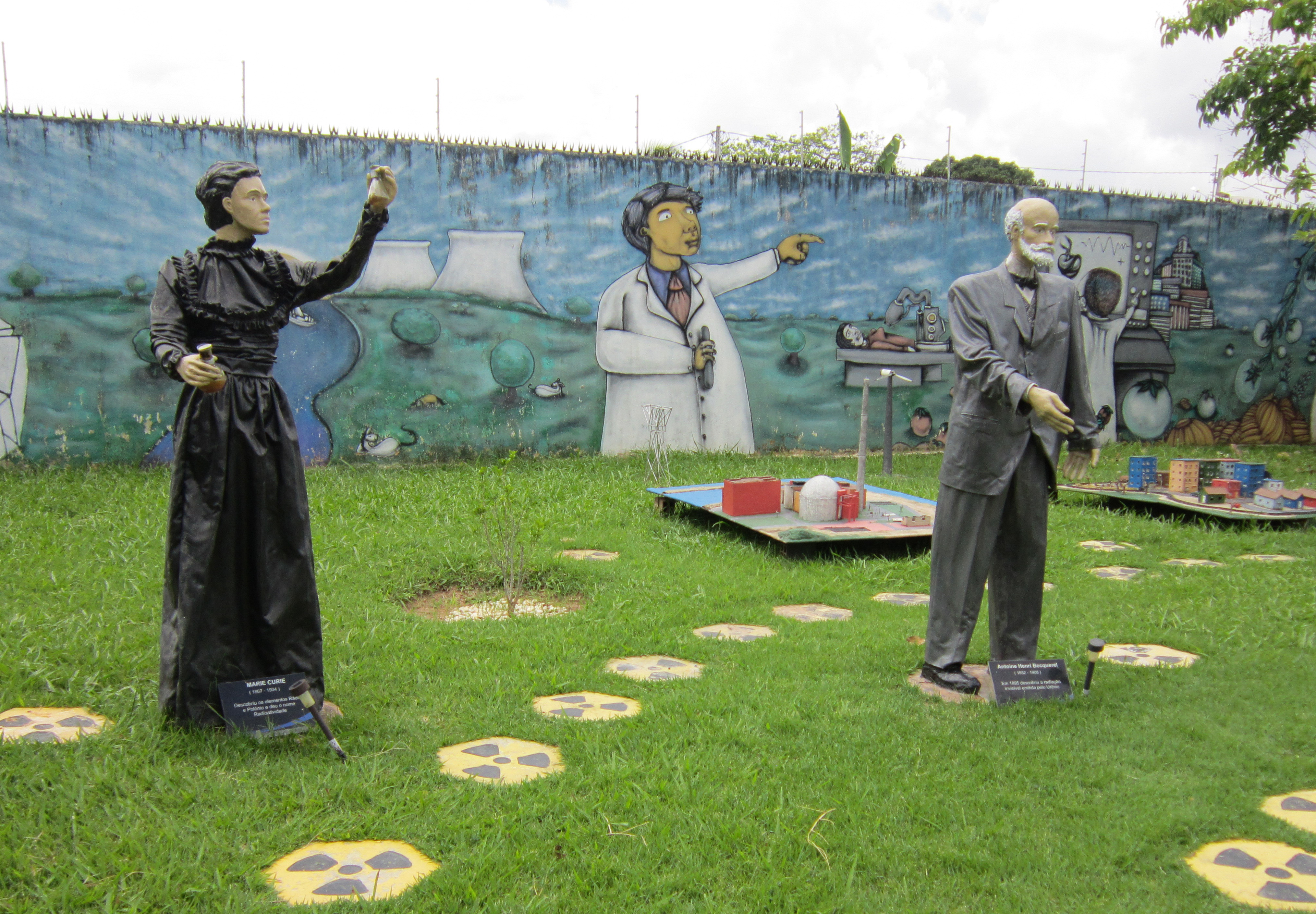
Jardim do Museu de Ciências Nucleares em Recife (PE)
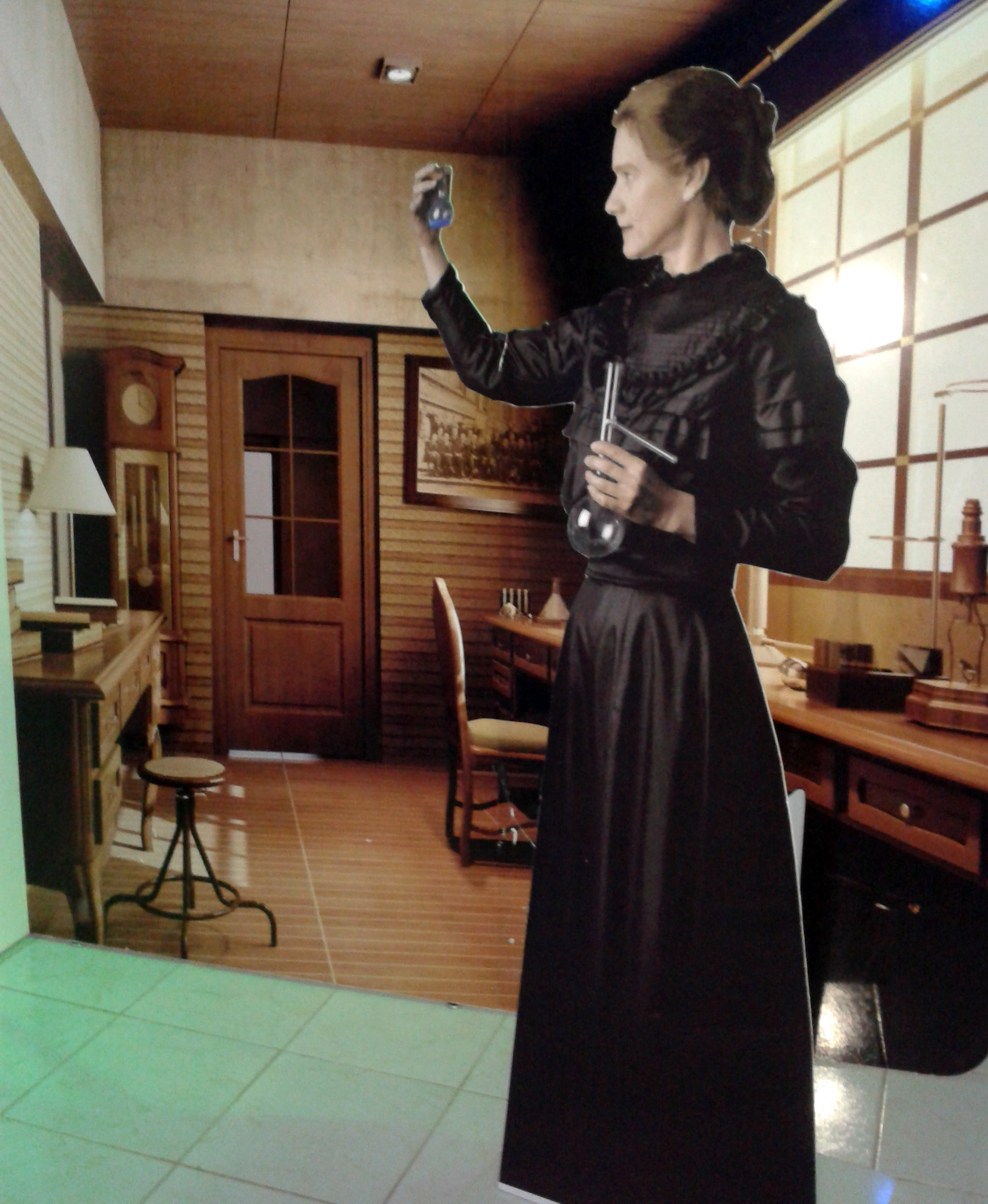
Foto com Marie Curie é enviada ao e-mail do visitante.
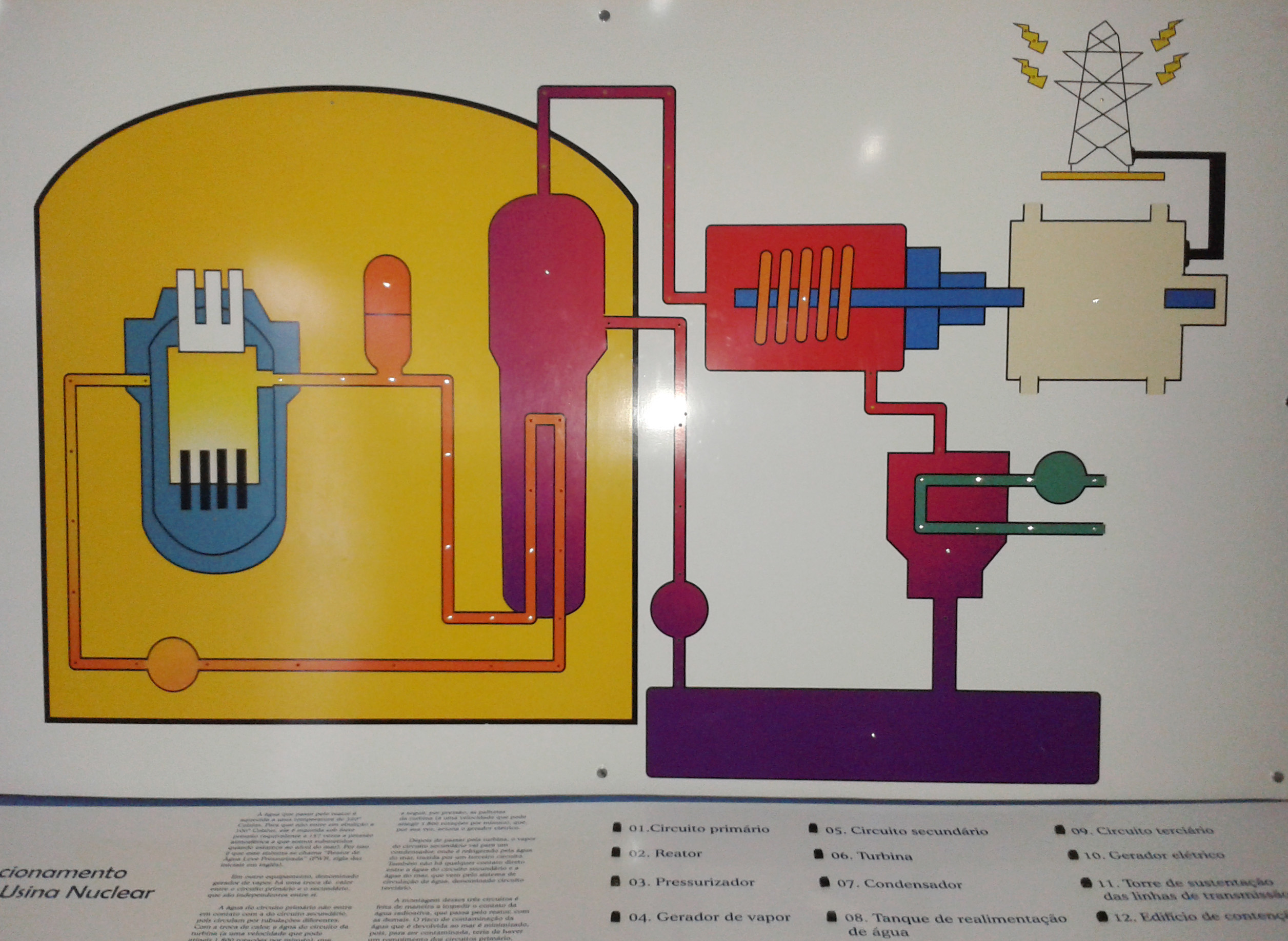
Painel interativo: funcionamento de um reator
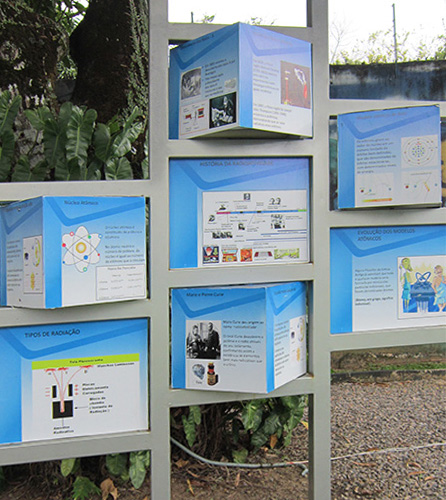
Informação apresentada de forma lúdica nos jardins do museu
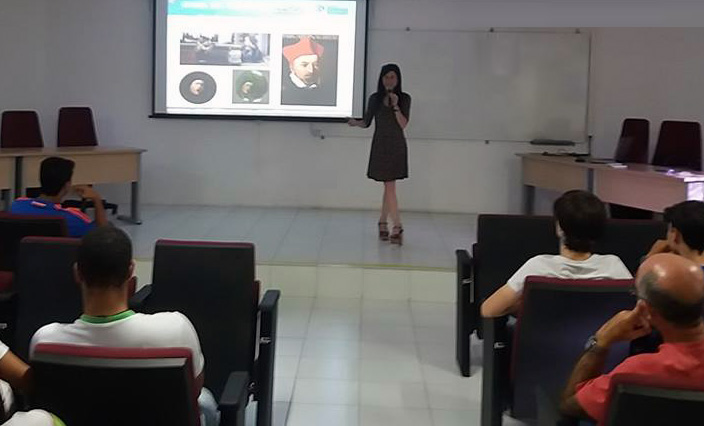
Palestras a professores e alunos do Ensino Fundamental e Médio
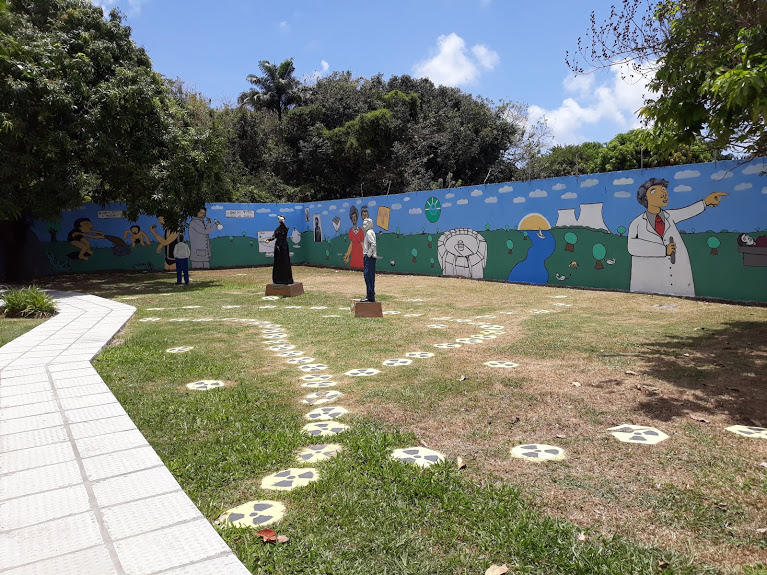
Área Externa do Museu de Ciências Nucleares
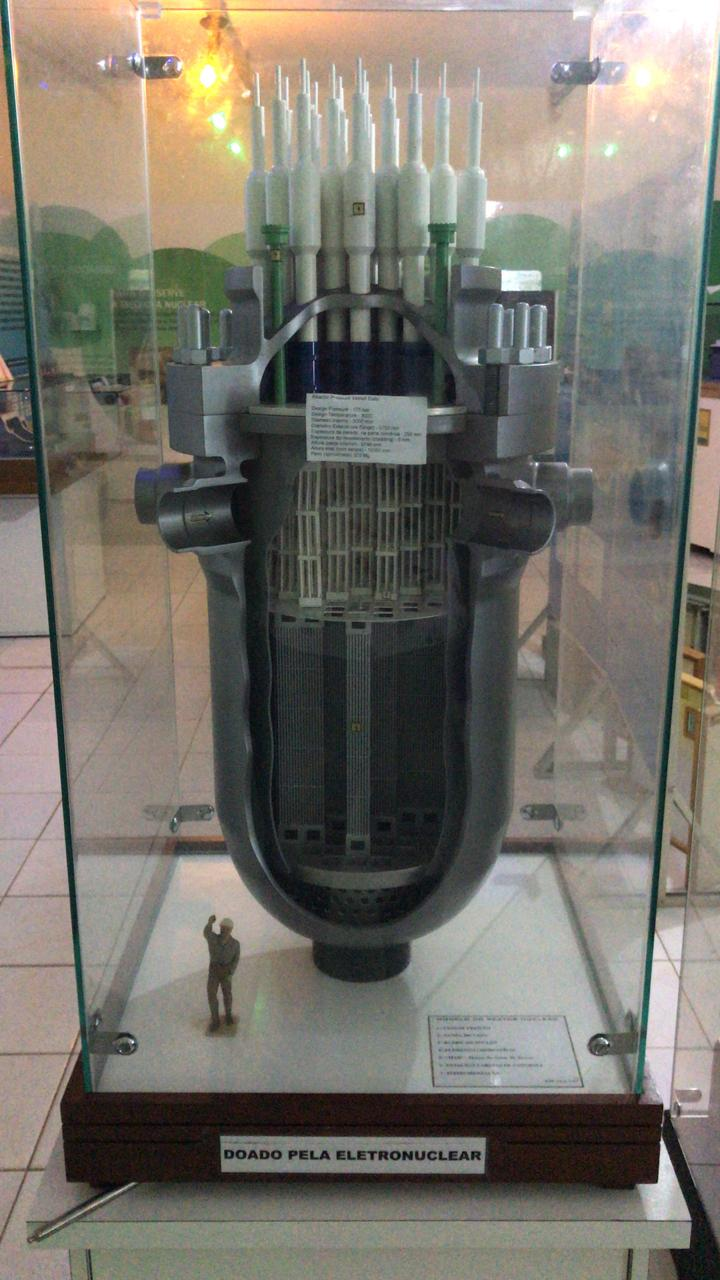
Maquete de um Reator Nuclear, doado pela Eletronuclear.
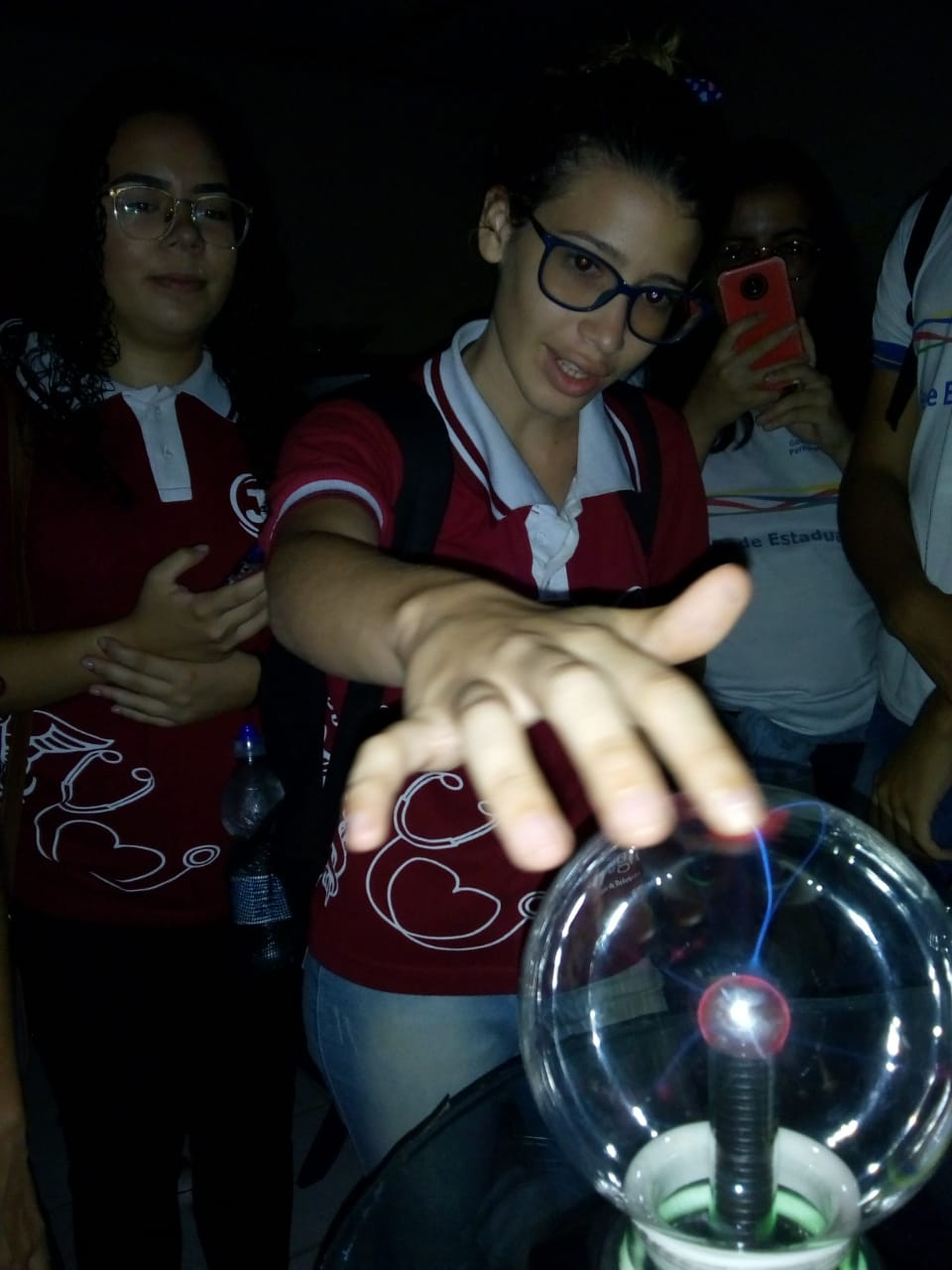
Visitante interagindo com o Globo de Plasma do Museu de Ciências Nucleares.
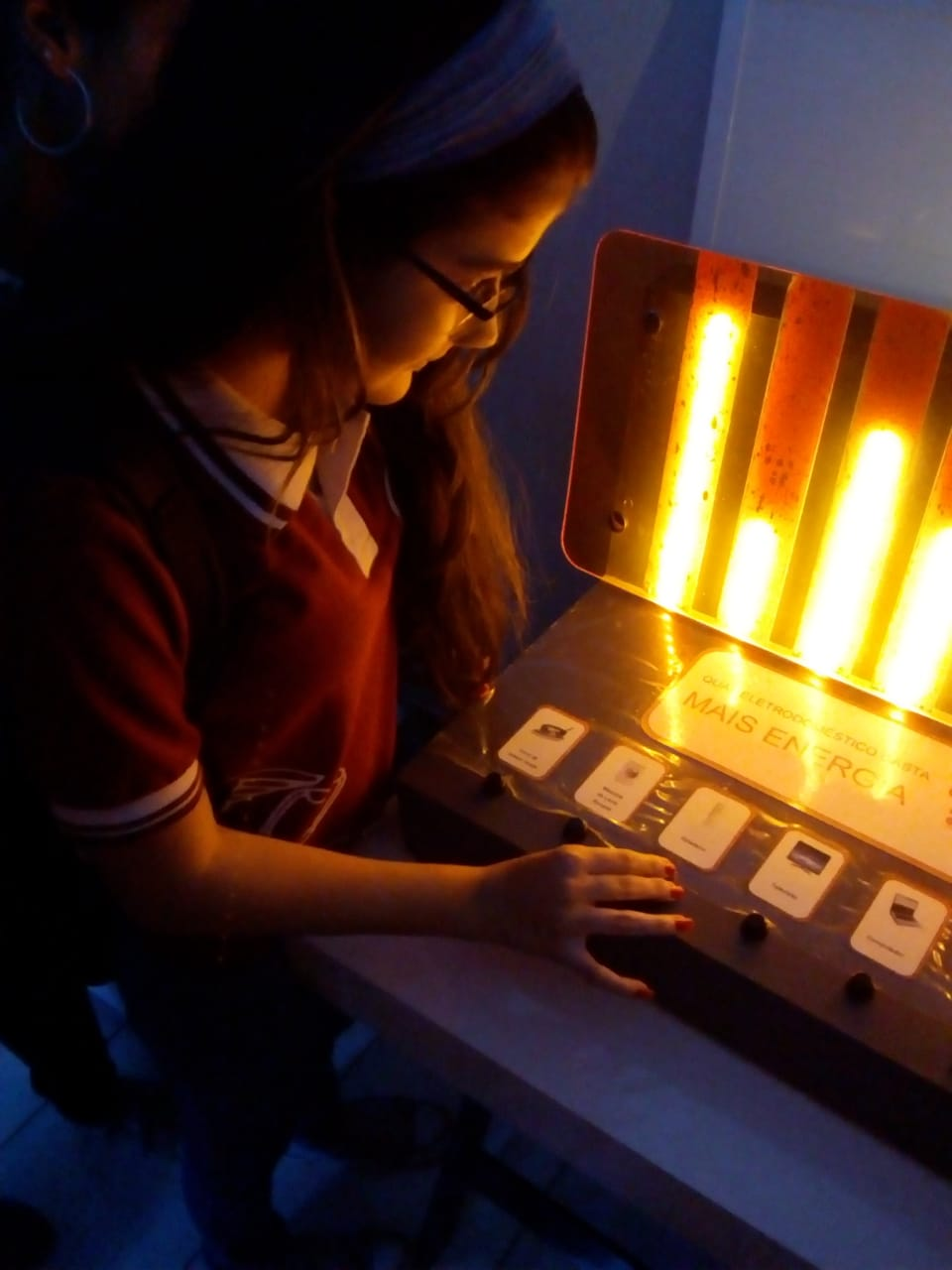
Visitante interagindo com o Experimento de Consumo de Energia Elétrica do Museu de Ciências Nucleares.
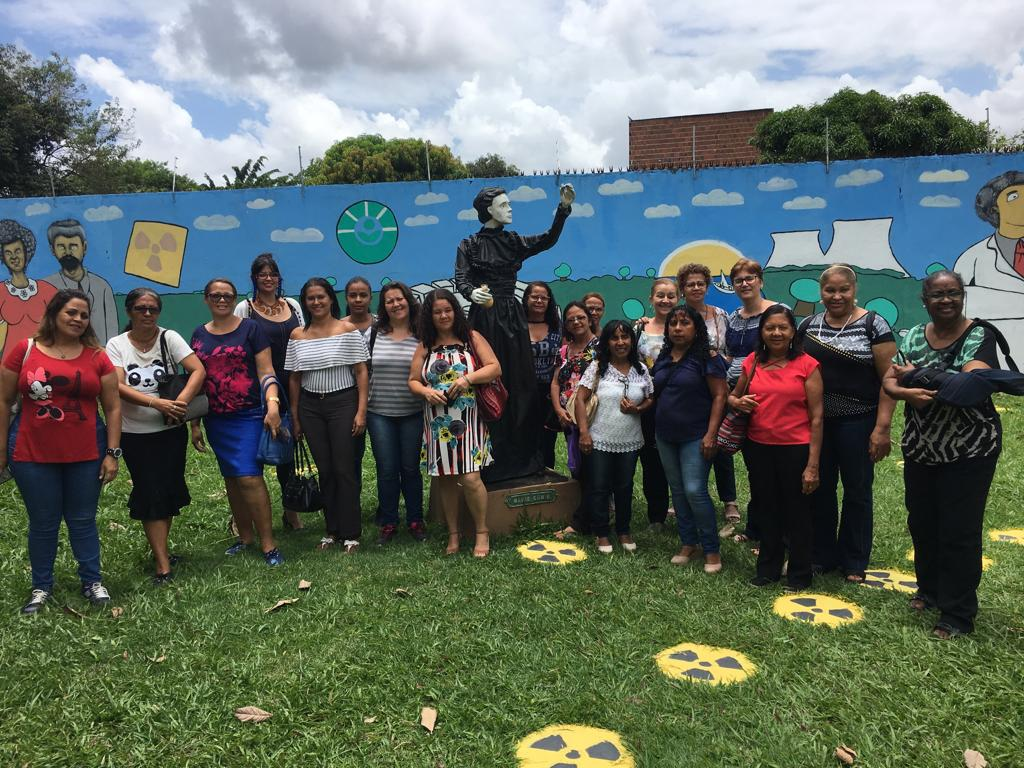
Visitantes na área externa do Museu de Ciências Nucleares-DEN/UFPE